# Lecythis lanceolata
Lecythis lanceolata är en tvåhjärtbladig växtart som beskrevs av Jean Louis Marie Poiret. Lecythis lanceolata ingår i släktet Lecythis och familjen Lecythidaceae. Inga underarter finns listade i Catalogue of Life.